# Miękkokolec
Miękkokolec (Olallamys) – rodzaj ssaków z podrodziny kolczaków (Echimyinae) w obrębie rodziny kolczakowatych (Echimyidae).

## Rozmieszczenie geograficzne
Rodzaj obejmuje gatunki występujące w Kolumbii i Wenezueli.

## Morfologia
Długość ciała (bez ogona) 150–225 mm, długość ogona 255–345 mm.

## Systematyka
Rodzaj zdefiniował w 1879 roku niemiecko-brytyjski zoolog Albert C.L.G. Günther w artykule zatytułowanym O nowym gryzoniu z Medellin, opublikowanym w czasopiśmie „Proceedings of the Zoological Society of London”. Jednak nazwa Thrinacodus, którą ukuł Günther, okazała się młodszym homonimem rodzaju ryb chrzęstnoszkieletowych opisanego w 1875 roku, dlatego w 1988 roku amerykańska teriolożka Louise Emmons nadała rodzajowi gryzoni nową nazwę. Gatunkiem typowym jest (oznaczenie monotypowe) miękkokolec białoogonowy (O. albicauda)

### Etymologia
- Thrinacodus: gr. θριναξ thrinax, θρινακος thrinakos ‘trójząb, widły’; οδους odous, οδοντος odontos ‘ząb’[8].
- Olallamys: Carlos Olalla oraz jego synowie: Alfonso, Manuel, Ramon i Rosalino, ekwadorscy kolekcjonerzy ptaków i ssaków z dorzecza Amazonki w latach 1922–1969; gr. μυς mus, μυος muos ‘mysz’[1].

### Podział systematyczny
Do rodzaju należą następujące gatunki:
| Grafika | Gatunek             | Autor i rok opisu  | Nazwa zwyczajowa         | Podgatunki         | Rozmieszczenie geograficzne                                                             | Podstawowe wymiary                              | Status IUCN |
| ------- | ------------------- | ------------------ | ------------------------ | ------------------ | --------------------------------------------------------------------------------------- | ----------------------------------------------- | ----------- |
|         | Olallamys albicauda | (A. Günther, 1879) | miękkokolec białoogonowy | 2 podgatunki       | endemit Kolumbii: wschodnie i środkowe Andy; zakres wysokości: 2300–3300 m n.p.m.       | DC: 15–18 cm DO: 25–26 cm MC: brak danych       | DD          |
|         | Olallamys edax      | (O. Thomas, 1916)  | miękkokolec żarłoczny    | gatunek monotypowy | endemit Wenezueli: środkowa Cordillera de Mérida; zakres wysokości: około 2800 m n.p.m. | DC: około 22 cm DO: około 34 cm MC: brak danych | DD          |

Kategorie IUCN:  DD  – gatunki o nieokreślonym stopniu zagrożenia.